# لاتام (تنسی)
لاتام (به انگلیسی: Latham) یک منطقهٔ مسکونی در ایالات متحده آمریکا است که در شهرستان ویکلی، تنسی قرار دارد. لاتام ۱۰۹٫۱۲ متر بالاتر از سطح دریا واقع شده‌است.